# Litografia computacional
La litografia computacional (també coneguda com a escala computacional) és el conjunt d'enfocaments matemàtics i algorísmics dissenyats per millorar la resolució assolible mitjançant la fotolitografia. La litografia computacional va arribar a l'avantguarda de les tecnologies de fotolitografia l'any 2008 quan la indústria dels semiconductors es va enfrontar als reptes associats amb la transició a un procés de microfabricació CMOS de 22 nanòmetres i s'ha convertit en fonamental per reduir encara més els nodes de disseny i la topologia de la fabricació de transistors semiconductors.

## Història
La litografia computacional significa l'ús d'ordinadors per simular la impressió d'estructures de microlitografia. El treball pioner va ser realitzat per Chris Mack a la NSA en el desenvolupament de PROLITH, Rick Dill a IBM i Andy Neureuther a la Universitat de Califòrnia, Berkeley des de principis dels anys vuitanta. Aquestes eines es limitaven a l'optimització del procés de litografia, ja que els algorismes es limitaven a uns pocs micròmetres quadrats de resistència. La correcció de proximitat òptica (OPC) de xip complet comercial, utilitzant formularis de model, va ser implementada per primera vegada per TMA (ara una subsidiària de Synopsys) i Numerical Technologies (també part de Synopsys) al voltant de 1997.

## Tècniques que comprenen la litografia computacional
La litografia computacional fa servir una sèrie de simulacions numèriques per millorar el rendiment (resolució i contrast) de les fotomàscares d'avantguarda. Les tècniques combinades inclouen la tecnologia de millora de la resolució (RET), la correcció de proximitat òptica (OPC), l'optimització de màscara de font (SMO), etc. Les tècniques varien pel que fa a la seva viabilitat tècnica i racionalitat d'enginyeria, donant lloc a l'adopció d'unes i a la contínua R+D d'altres.

### Tecnologia de millora de la resolució
Tecnologies de millora de la resolució, utilitzades per primera vegada a la generació de 90 nanòmetres, que utilitzen les matemàtiques de l'òptica de difracció per especificar fotomàscares de canvi de fase multicapa que utilitzen patrons d'interferència a la fotomàscara que milloren la resolució a la superfície de l'hòstia impresa.

### Correcció òptica de proximitat
La correcció de proximitat òptica utilitza mètodes computacionals per contrarestar els efectes del desenfocament i la subexposició relacionats amb la difracció mitjançant la modificació de les geometries de la màscara amb mitjans com ara: ajustar l'amplada de línia en funció de la densitat de les geometries circumdants (s'haurà de fer una traça envoltada d'una gran àrea oberta). sobreexposat en comparació amb el mateix rastre envoltat d'un patró dens), afegint caps finals "os de gos" al final de les línies per evitar l'escurçament de la línia, corregint els efectes de proximitat del feix d'electrons.
L'OPC es pot dividir àmpliament en basat en regles i basat en models. La tecnologia de litografia inversa, que tracta l'OPC com un problema d'imatge inversa, també és una tècnica útil perquè pot proporcionar patrons de màscara poc intuïtius.

### Modelat complex del sistema de lents i fotoresist
Més enllà dels models utilitzats per a RET i OPC, la litografia computacional intenta millorar la fabricació de xips i els rendiments, com ara utilitzant la signatura de l'escàner per ajudar a millorar la precisió del model OPC: característiques de polarització de la pupil·la de la lent, matriu de Jones de la lent pas a pas, paràmetres òptics de la pila de fotoresist, difusió a través de la fotoresist, variables de control d'il·luminació pas a pas.